# Język ngadha
Język ngadha (a. ngad’a, ngada, na’da, nga’da), także: bajawa (a. bajava), rokka – język austronezyjski używany w prowincji Małe Wyspy Sundajskie Wschodnie we wschodniej Indonezji, w południowo-środkowej części wyspy Flores. Posługuje się nim grupa etniczna Ngadha (Ngada). Według danych szacunkowych z 1995 roku miał wówczas 60 tys. użytkowników.
Jest znacznie zróżnicowany wewnętrznie. Dzieli się na dialekty: centralny, bajawa, południowy. Określenie „bajava” pochodzi od nazwy ośrodka administracyjnego Bajawa. Publikacja Ethnologue jako odrębny język klasyfikuje odmianę wschodnią (5 tys. użytkowników). Dialekt zwany so’a (od nazwy miejscowości) również bywa uważany za oddzielny język.
Ngadha tworzy kontinuum dialektalne wraz z kilkoma pobliskimi językami: kéo, nage, ende, li’o. Został zaliczony do zaproponowanej grupy języków centralnego Flores.
W języku ngadha występuje mieszany system liczbowy, z elementami systemu kwinarnego (piątkowego), które mogą być pozostałością po hipotetycznym papuaskim substracie językowym.
Badaniem języka i kultury Ngadha zajmował się w XX w. misjonarz Paul Arndt. Został opisany w postaci opracowania gramatycznego (1933) i słownika (1961). Istnieje także opracowanie nt. tradycji ustnej tej grupy etnicznej (1983), w którym zawarto też skrótowy opis gramatyki ngadha. Ngadha nie wykształcił tradycji piśmienniczej. Do sporadycznego zapisywania tego języka (np. w tekstach lingwistycznych) stosuje się alfabet łaciński. Nie wypracowano jednak ujednoliconych zasad ortografii.